# Felix Burestedt
Felix Jacob Burestedt (* 26. Februar 1995 in Ängelholm) ist ein schwedischer Badmintonspieler. 

## Karriere
Felix Burestedt wurde in der Saison 2013/2014 schwedischer Juniorenmeister. 2003 siegte er bei den Lithuanian International, 2019 bei den Portugal International. 2021 qualifizierte er sich für die Olympischen Sommerspiele des gleichen Jahres.

## Sportliche Erfolge
| Saison    | Veranstaltung                                   | Disziplin | Platz | Name                              |
| --------- | ----------------------------------------------- | --------- | ----- | --------------------------------- |
| 2011      | European Junior Championships U17 2011          | MD        | 3     | Felix Burestedt / Daniel Ojäaar   |
| 2011      | Slovenia Junior International 2011              | MD        | 2     | Felix Burestedt / Daniel Ojäaar   |
| 2011      | Slovenia Junior International 2011              | MS        | 3     | Felix Burestedt                   |
| 2011      | Schwedische Juniorenmeisterschaft U17 2011      | XD        | 1     | Felix Burestedt / Frida Lundström |
| 2012      | Schwedische Juniorenmeisterschaft U17 2012      | MD        | 1     | Emil Welinder / Felix Burestedt   |
| 2012      | Schwedische Juniorenmeisterschaft U17 2012      | MS        | 1     | Felix Burestedt                   |
| 2013/2014 | Schwedische Juniorenmeisterschaft U19 2013/2014 | MS        | 1     | Felix Burestedt                   |
| 2014      | Latvia International 2014                       | MS        | 3     | Felix Burestedt                   |
| 2015      | Hungarian International 2015                    | MS        | 3     | Felix Burestedt                   |
| 2016      | Hungarian International 2016                    | MS        | 3     | Felix Burestedt                   |
| 2017      | Juniorenweltmeisterschaft 2017                  | MS        | 33    | Felix Burestedt                   |
| 2018      | Lithuanian International 2018                   | MS        | 1     | Felix Burestedt                   |
| 2019      | Azerbaijan International 2019                   | MS        | 2     | Felix Burestedt                   |
| 2019      | Portugal International                          | MS        | 1     | Felix Burestedt                   |